# 시타야마역
시타야마역(일본어: 舌山駅)은 일본 도야마현 구로베시에 위치한 도야마 지방 철도 본선의 철도역이다. 상대식 승강장 2면 2선의 구조를 갖춘 지상역이다.

## 이용 현황
| 연도 | 1일 평균 승차 인원 |
| ---- | ------------------ |
| 2003 | 77                 |
| 2004 | 75                 |
| 2005 | 76                 |
| 2006 | 78                 |
| 2007 | 79                 |
| 2008 | 74                 |
| 2009 | 71                 |
| 2010 | 71                 |
| 2011 | 73                 |
| 2012 | 75                 |
| 2013 | 73                 |
| 2014 | 70                 |
| 2015 | 74                 |

## 역 주변
- 호쿠리쿠 자동차도 구로베 나들목

## 역사
- 1922년 11월 5일 : 구로베 철도의 역으로서 개업.
- 1943년
  - 1월 1일 : 도야마 현 내의 모든 철도 회사가 도야마 전기 철도를 중심으로 도야마 지방 철도로 통합되어, 이 회사의 구로베 선이 됨.
  - 11월 11일 : 구 구로베 철도의 노선이 600V부터 1500V로의 승압과 플랫폼 개선 등의 공사가 완료해, 덴테쓰토야마 역 - 우나즈키온센 역 간의 직통 운행이 개시됨.
- 1966년 11월 30일 : 덴테쓰사쿠라이 역 - 우나즈키 역 간에 걸쳐서 신호 자동화를 실시함.
- 1969년 4월 1일 : 노선명 변경이 실시되어 덴테쓰토야마 - 우나즈키 간이 본선이 됨.
- 2010년 7월 : 당 역 역사 벽면 도색 실시.
- 2013년 12월 9일 : 신쿠로베 역 설치 공사에 의해 이 날부터 이달 20일까지 당 역 - 나가야 역에 걸쳐서 열차 운행을 중단해, 당 역 - 오규 역 간에 걸쳐서 버스 운행을 실시함.
- 2015년 2월 26일 : 당 역 - 나가야 역 간에 신쿠로베 역을 설치함.

## 인접 역
| 도야마 지방 철도 본선      | 도야마 지방 철도 본선 | 도야마 지방 철도 본선      |
| -------------------------- | --------------------- | -------------------------- |
| 신쿠로베 덴테쓰토야마 방면 | ■ 본선                | 와카구리 우나즈키온센 방면 |